# Uramphite
L'uramphite (simbolo IMA: Uap) è un minerale molto raro del gruppo della meta-autunite appartenente alla famiglia dei "fosfati, arseniati e vanadati" con composizione chimica (NH4)(UO2)(PO4) • 3H2O e quindi, chimicamente parlando, un fosfato acquoso di ammonio-uranile.

## Etimologia e storia
L'uramphite è stata scoperta nel 1950 nel deposito di uranio e carbone "Tura-Kavak" vicino a Minkush nelle montagne Moldotoo della regione di Naryn in Kirghizistan. L'analisi e la prima descrizione sono state effettuate nel 1957 da S. A. Nekrasova (in russo: З.А. Некрасова), che chiamò il minerale uramphite per la sua composizione di uranio, ammonio e fosforo (phosphorus, in inglese).
Non è documentato un luogo di stoccaggio per il campione tipo del minerale.
Poiché l'uramphite era già conosciuta e riconosciuta come specie minerale a sé stante prima della fondazione dell'Associazione Mineralogica Internazionale (IMA), questa è stata adottata dalla sua Commissione sui Nuovi Minerali, la Nomenclatura e la Classificazione (CNMNC) e si riferisce all'uramphite come un cosiddetto minerale "grandfathered" (G).

## Classificazione
Già nell'obsoleta, ma in parte ancora usata, 8ª edizione della sistematica minerale secondo Strunz, l'uramphite apparteneva alla classe minerale dei "fosfati, arseniati e vanadati" e quindi alla sottoclasse dei "fosfati idrati, arseniati e vanadati con anioni estranei", dove veniva elencata insieme ad autunite, bassetite, fritzscheite, heinrichite, kahlerite, metakirchheimerite, natrouranospinite, nováčekite, sabugalite, saléeite, torbernite, uranocircite, uranospathite, uranospinite e zeunerite con le quali formava il sistema nº VII/D.20a all'interno del "gruppo dell'uranite".
Nella Sistematica dei lapis (Lapis-Systematik) di Stefan Weiß, che è stata rivista e aggiornata l'ultima volta nel 2018, che si basa ancora su questa vecchia edizione di Strunz per considerazione verso i collezionisti privati e le collezioni istituzionali, al minerale è stato assegnato il sistema nº VII/E.02-160. In questa Sistematica ciò corrisponde alla suddivisione "uranile fosfati/arseniati e uranil-vanadati con [UO2]2+–[PO4]/[AsO4]3− e [UO2]2+–[V2O8]6−, con isotipi vanadati (serie della sincosite)", dove l'uramphite insieme ad abernathyite, bassetite, chernikovite, lehnerite, meta-ankoleite, meta-autunite, metaheinrichite, metakahlerite, metakirchheimerite, metalodèvite, metanatroautunite, metanováčekite, metarauchite, metasaléeite, metatorbernite, metauranocircite, metauranospinite, metazeunerite, natrouranospinite, ulrichite e uramarsite, con le quali forma il "gruppo della meta-autunite" con il sistema nº VII/E.02.
La 9ª edizione della sistematica minerale di Strunz, che è stata aggiornata l'ultima volta dall'Associazione Mineralogica Internazionale (IMA) nel 2024, classifica l'uramphite nella sezione "8. Fosfati, arsenati, vanadati" e da lì nella sottosezione "8.E Fosfati e arsenati di uranile"; questa è ulteriormente suddivisa in base al rapporto quantitativo tra il complesso uranile (UO2) e il complesso fosfato, arseniato o vanadato (RO4), in modo che il minerale possa essere trovato nella suddivisione "8.EB UO2:RO4 = 1:1" in base alla sua composizione, dove forma il gruppo senza nome 8.EB.15 insieme ad abernathyite, chernikovite, meta-ankoleite, natrouranospinite, trögerite e uramarsite.
Anche la sistematica dei minerali secondo Dana, che viene utilizzata principalmente nel mondo anglosassone, classifica l'uramphite nella classe dei "fosfati, arseniati e vanadati" e lì nella sottoclasse dei "fosfati contenenti acqua, ecc.". Qui si può trovare insieme all'uramarsite nel gruppo senza nome 40.02a.07 all'interno della suddivisione "fosfati acquosi ecc., con A2+(B2+)2(XO4) • x(H2O), con (UO2)2+".

## Abito cristallino
L'uramphite cristallizza nel sistema tetragonale nel gruppo spaziale P4/ncc (gruppo nº 130) con i parametri del reticolo a = 7,02 Å e c = 18,08 Å oltre a due unità di formula per cella unitaria.

## Proprietà
Il minerale è molto radioattivo a causa del suo contenuto di uranio fino al 54,46%. Tenendo conto delle proporzioni degli elementi radioattivi nella formula molecolare idealizzata e dei successivi decadimenti della serie di decadimento naturale, per il minerale viene fornita un'attività specifica di circa 97,481 kBq/g (per confronto: potassio naturale 0,0312 kBq/g). Il valore indicato può variare in modo significativo a seconda del contenuto di minerali e della composizione degli stadi, ed è anche possibile l'arricchimento selettivo o l'arricchimento dei prodotti di decadimento radioattivo e modifica l'attività.
L'uramphite è facilmente solubile in acido cloridrico debole freddo (HCl) e in acido nitrico debole e caldo (HNO3). Sotto la luce ultravioletta, l'uramphite mostra una fluorescenza verde-giallastra, anche se la sua intensità diminuisce quando il minerale viene riscaldato. Se il minerale viene riscaldato a 500 °C per un periodo di tempo più lungo, la fluorescenza scompare completamente.

## Origine e giacitura
L'uramphite si è formata nella zona di ossidazione del deposito di uranio-carbone "Tura-Kavak" ed è stata trovata nelle cave di carbone a una profondità compresa tra 20 e 50 metri sotto la superficie. I minerali associati all'uramphite non sono stati menzionati, ma anche il gesso e la meta-autunite sono stati trovati nella località tipo menzionata, unico sito noto alla data del 2023 insieme al sito presso Pjatigorsk, nel territorio di Stavropol' (Russia).

## Forma in cui si presenta in natura
L'uramphite sviluppa tavolette di cristallo quadrate fino a circa 0,2 mm di dimensione, ma si trova anche sotto forma di aggregati minerali a forma di rosetta e rivestimenti crostosi. Il minerale è traslucido con una lucentezza vetrosa sulle superfici. Il colore va dal verde pallido al verde bottiglia con striscio bianco verdino.